# Fort-de-France (quận)
Quận Fort-de-France là một quận của Pháp, nằm ở tỉnh Martinique, ở vùng Martinique. Quận này có 16 tổng và 4 xã.

## Các đơn vị hành chính

### Các tổng
Các tổng của quận Fort-de-France là: 
1. Fort-de-France - Tổng thứ nhất
2. Fort-de-France - Tổng thứ nhì
3. Fort-de-France - Tổng thứ ba
4. Fort-de-France - Tổng thứ tư
5. Fort-de-France - Tổng thứ năm
6. Fort-de-France - Tổng thứ sáu
7. Fort-de-France - Tổng thứ bảy
8. Fort-de-France - Tổng thứ tám
9. Fort-de-France - Tổng thứ chín
10. Fort-de-France - Tổng thứ mười
11. Le Lamentin - Tổng thứ nhất Sud-Bourg
12. Le Lamentin - Tổng thứ nhì Nord
13. Le Lamentin - Tổng thứ ba Est
14. Saint-Joseph
15. Schœlcher - Tổng thứ nhất
16. Schœlcher - Tổng thứ nhì

### Các xã
Các xã của quận Fort-de-France, và mã INSEE là: 
| 1. Fort-de-France (97209) | 2. Le Lamentin (97213) | 3. Saint-Joseph (97224) | 4. Schœlcher (97229) |